# Сленто
Сленто е музикален перкусионен инструмент от групата на пластинковите инструменти. Представлява вид металофон, използван като част от перкусионните оркестри гамелан, типични за Индонезия. Слентото е най-ниският металофон от секцията на сарон-металофоните в гамелан; не намира приложение извън този оркестър.
Инструментът се състои от резонаторна дървена кутия, която има малки дървени крака в основата си и извити горни краища. Разположени над резонаторната кутия има седем (а в някои случаи – шест) метални пластини с кубе в центъра си, по подобие на гонговете.
На сленто се свири с дървени чукчета подобно на оркестровите камбани. Настройва се с една октава по-ниско от демунг – друг металофон от сарон-секцията.